# Nikon FM10
Die Nikon FM10 ist eine Spiegelreflex-Kleinbildkamera des japanischen Herstellers Nikon.
Die Kamera ist eine ursprünglich für den Massenmarkt in den Schwellenländern ausgelegte, mechanische Kamera mit manuellem Fokus, mittlerweile wurde sie eingestellt. Seit 1997 war auch ein elektronisch gesteuertes Schwestermodell FE10 erhältlich, das neben der elektronischen Verschlusszeitenregelung auch eine Zeitautomatik bietet. Die Kamera wurde unerwartet auch in den westlichen Industrieländern populär, weil sie z. B. für Kunst- und Fotografiestudenten, die einen kompletten manuellen Zugriff auf alle Kamerafunktionen benötigen, einen preiswerten Einstieg in ein umfassendes, qualitativ hochwertiges, auch preiswert auf dem Gebrauchtmarkt erhältliches Objektivsystem ermöglicht. In Europa wurde sie allerdings nie regulär angeboten.
Es handelt sich um eine mechanische Kamera. Elektronische Belichtungsmessung ist möglich, wenn Batterien eingesetzt sind, nicht aber automatische Belichtung oder das Erkennen der DX-Codierung auf Filmpatronen. Eine Abblendtaste und ein mechanischer Selbstauslöser sind vorhanden. Ein Motordrive kann nicht angeschlossen werden.
Die Kamera wurde mit einem Plastikgehäuse gefertigt. Zusammen mit der professionellen, Ende 2020 eingestellten Nikon F6 war sie die letzte noch vertriebene Filmkamera von Nikon.
Anders als diese wurde die FM10 jedoch nicht von Nikon hergestellt, sondern von Cosina; sie beruht auf der Cosina CT-1, die auch schon als Basis für andere Auftragsprojekte von Cosina (Canon T-60, Olympus OM-2000, Ricoh KR-5) diente. Nikons Abkündigung analoger Kameras 2006 traf die FM10 vorerst genauso wenig wie die F6.